# Mōkapu
Mōkapu è un'isola minore delle Hawaii, sita a poca distanza dalle coste di Molokai. Per la sua elevata biodiversità, è stata proclamata santuario degli uccelli.

## Geografia
L'isola di Mōkapu è molto piccola, estesa su appena 0,4 km², e ha un'elevazione di 95 m, presentando quindi rive costituite principalmente da scogliere. Politicamente, nonostante la vicinanza alla contea di Kalawao (circa 1 km) e la comune non facile accessibilità, fa parte della contea di Maui (anche se storicamente è inclusa nell'ahupua'a di Waikolu).

## Ambiente
L'ecosistema originario delle Hawaii è stato contaminato da varie specie invasive. Data la sua remotezza, Mōkapu ospita ancora varie specie fattesi rare o estinte sul resto dell'arcipelago, segnatamente molte varietà di uccelli e piante succulente. L'isola, che funge da rifugio per varie colonie di volatili, è stata per questo dichiarata santuario degli uccelli dal Dipartimento delle Risorse Naturali delle Hawaii. Tra le specie ospitate spiccano Phaethon lepturus, Phaethon rubricauda, Anous minutus e Ardenna pacifica.
A causa della presenza sporadica di ratti, pericolosi per l'eccessivo consumo di piante e l'occasionale predazione delle uova d'uccello, il governo hawaiano cerca di tutelare la biodiversità dell'isola tramite disinfestazioni periodiche con ratticidi anticoagulanti.